# Tasa (slaginstrument)
Een tasa, ook wel tasha, taasha of tash, is een slaginstrument dat wordt gebruikt in Hindoestaanse muziek.
De tasa is afkomstig uit India en werd in de 19e eeuw door contractarbeiders geïntroduceerd in Suriname en anderen landen in het Caraïbisch gebied.
Het is een platte metalen trommel waarop een ongelooide huid is gespannen. Het wordt bespeeld met drumstokjes en is vaak tijdens bruiloften te horen.